# Solières (ruisseau)
Pour les articles homonymes, voir Solières (homonymie).
La Solières est un cours d'eau de Belgique, affluent de la Meuse et faisant donc partie du bassin versant de la Meuse. Elle coule en province de Namur puis en province de Liège et se jette dans la Meuse en amont de la ville de Huy.

## Parcours
La Solières prend sa source dans le bois de Perwez situé entre Perwez, Haillot (commune d'Ohey) et Coutisse (commune d'Andenne) dans le Condroz namurois à une altitude d'environ 260 m. Le ruisseau fait office de limite provinciale pendant plus d'un kilomètre puis passe par le village de Solières où il coule au pied de l’ancienne abbaye de Solières, passe derrière le Château Vert puis descend vers le Vieux Moulin et la chapelle Saint-Eutrope.
Le cours d'eau pénètre alors en Ardenne condrusienne et creuse une vallée plus encaissée et boisée. La Solières alimente une cascade près de la grotte du Trou Manto. Situé en rive droite, le Trou Manto est voisin d'autres cavités karstiques comme la grotte Saint-Etienne et le grand abri sous roche de Ben-Ahin appelé aussi "Caverne des Romains". Se faufilant entre l'étang de Lovegnée et les ruines du château de Beaufort, la rivière rejoint rapidement la rive droite de la Meuse à Ben-Ahin (commune de Huy) à une altitude de 75 m.

## Classement
Patrimoine classé (1984, Vallée du ruisseau de Solières, no 61031-CLT-0065-01)